# Mântua (roupa)

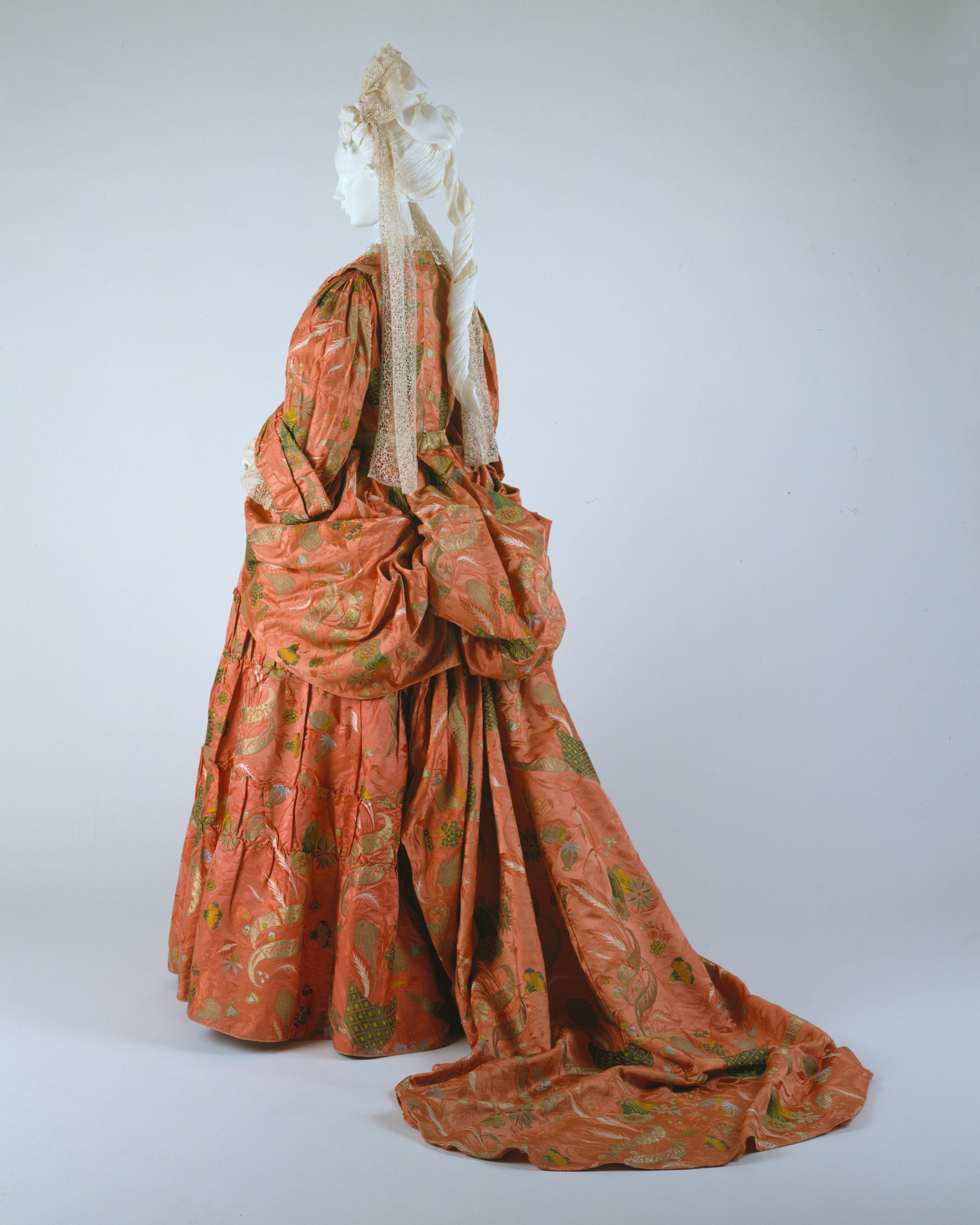
Mântua e anágua de brocado de seda com um fontange, britânica, c. 1708 (MET)

A mântua (do francês manteuil ou "manto") é uma peça de roupa feminina que foi popular no final do século XVII e no século XVIII. Originalmente era um vestido solto, a mantua mais tarde tornou-se uma espécime de robe normalmente usado sobre um espartilho, uma estomaqueira e uma saia.
A mântua ou manteau foi uma moda que surgiu na década de 1680. Em vez de um corpete e uma saia feitos separadamente, a mantua caia dos ombros até o chão (à maneira dos vestidos de períodos anteriores) começou como uma versão feminina do banyan masculino, usado para 'despir-se'. Gradualmente, ele se desenvolveu em um vestido drapeado e plissado e, eventualmente, evoluiu para um vestido usado sobre uma anágua contrastante e uma estomaqueira. A mantua-and-stomacher (mântua e estomaqueira) resultou em um decote alto e quadrado em contraste com o decote largo, abaixo dos ombros, que esteve anteriormente na moda. O novo visual foi tanto mais modesto e cobriu-se de modas anteriores que eram decididamente exigente, cujo possuiam laços, babados, fitas, e outros acabamentos, mas apenas um curto tipo de colar de pérolas e brincos de pérolas ou eardrops usados desde os anos 1630 permaneceu popular com essa nova vestimenta.
A mântua, era feita de um único pedaço de tecido plissado para caber em uma longa cauda, era ideal para mostrar os designs das novas sedas com estampas elaboradas que substituíram os cetins de cores sólidas populares em meados do século XVII.

## Semântica
As origens do termo mantua para se referir a um manto não são claras. A peça pode ter recebido o nome de Mântua, na Itália, um centro de produção de algumas das sedas caras que seriam usadas para fazer essas peças. O termo também pode derivar de manteau, o termo francês para um casaco.
Dessa vestimenta surgiu o termo inglês mantua-maker, um dos primeiros termos para uma costureira feminina nos países anglófonos.

## Evolução da mantua
As primeiras mântuas surgiram no final do século XVII como uma alternativa mais confortável aos corpetes desossados e saias separadas, então amplamente usadas na época.
A mântua apresentava mangas compridas na altura do cotovelo e punhos, e a saia era tipicamente puxada para a parte de trás sobre os quadris para expor a anágua por baixo. Por volta de 1710, tornou-se costume prender a cauda do vestido. A construção da mântua foi alterada para que, uma vez que a cauda fosse presa, o lado reverso do tecido exposto da cauda mostrasse a face adequada do tecido ou um bordado. Um dos primeiros exemplos existentes dessa técnica, datado de 1710–1720, está nas coleções do Victoria and Albert Museum.
Em meados do século XVIII, a mântua evoluiu para uma versão formal usada principalmente em trajes de corte. O drapeado da sobressaia tornou-se cada vez mais estilizado, com o painel traseiro da cauda quase totalmente oculto.
A versão final da mântua, por volta de 1780, tinha pouca semelhança com as mantuas originais de quase um século antes. A cauda presente nas primeiras versões vestimenta, em vez de cortinas e dobras elaboradas anteriormente, acabou evoluindo para um pedaço de tecido preso à parte de trás do corpete, conforme ilustrado em um exemplo no Victoria and Albert Museum.

## Exemplos sobreviventes

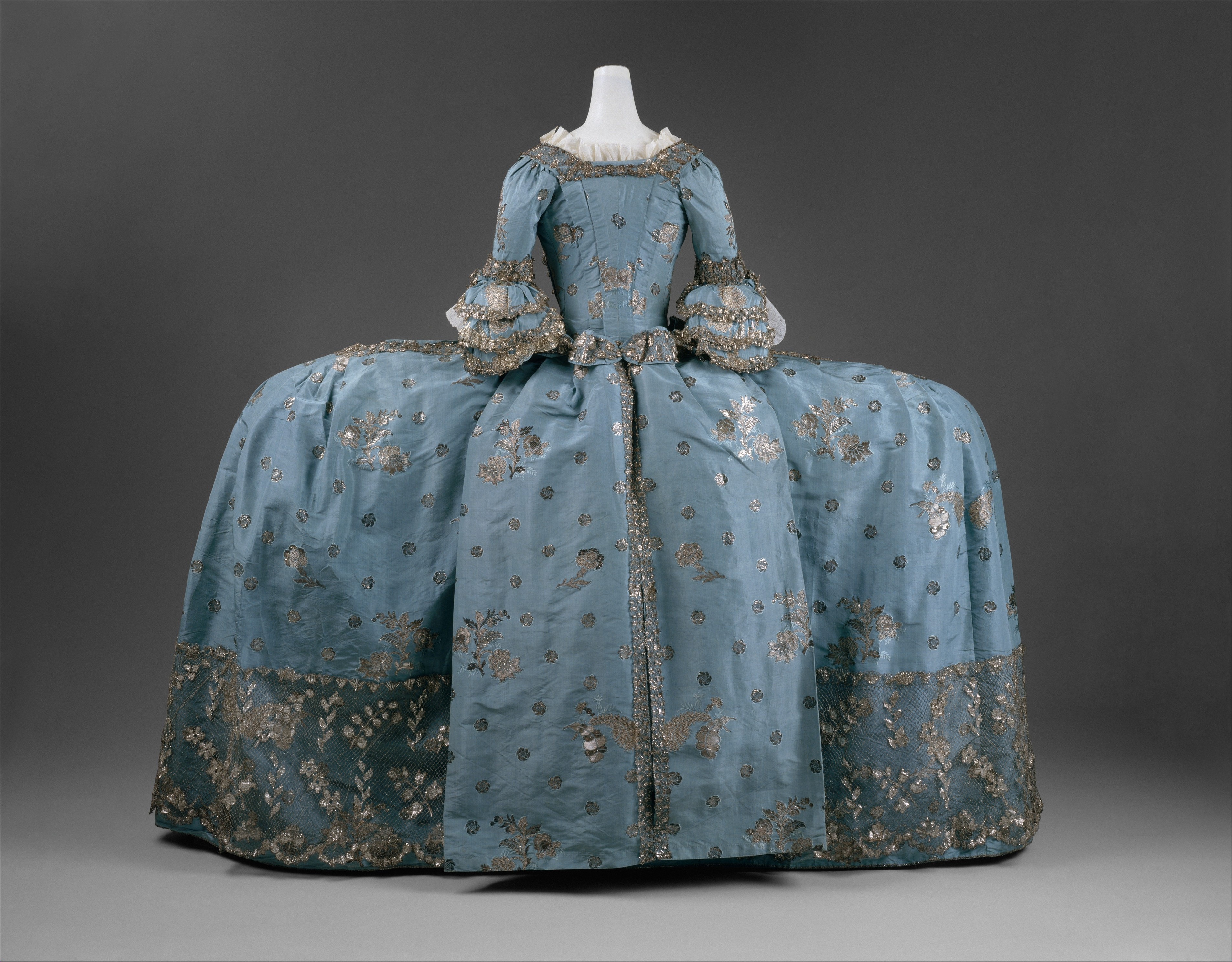
Mantua da corte dos anos 1750 exibindo a cortina traseira estilizada. (MET)

Os exemplos existentes de mântuas do século XVII são extremamente raros. Talvez o único exemplo de tamanho adulto existente seja uma mantua de lã bordada e uma anágua no Metropolitan Museum of Art Costume Institute. Um padrão tirado desta mantua foi publicado por Norah Waugh. O Victoria and Albert Museum possui uma boneca extremamente rara do final do século XVII, vestida com uma mântua e uma anágua de seda rosa. Também no Costume Institute há uma mântua e uma anágua de seda rosa salmão datada de 1708. Outra mântua primitiva, tem a seda datada de c. 1708–1709, pertence ao Clive House Museum, Shrewsbury; um exemplar dessa mantua foi recolhido por Janet Arnold.
A maioria das mântuas preservadas em coleções de museus são versões formais de meados do século XVIII, destinadas ao traje de corte.